# Tipula ampliata
Tipula ampliata är en tvåvingeart som beskrevs av Alexander 1925. Tipula ampliata ingår i släktet Tipula och familjen storharkrankar. Inga underarter finns listade i Catalogue of Life.